# Modesto Hernández Villaescusa
Modesto Hernández Villaescusa y Ros de Medina (Rafal, 1859-Barcelona, 1936) fue un jurista, historiador, publicista, apologista católico y escritor español.

## Biografía
Estudió el bachillerato con los padres de la Compañía de Jesús de Orihuela, los estudios de Derecho de Filosofía y Letras, hasta la licenciatura, en la Universidad de Barcelona y en 1896 recibió en Madrid la investidura de Doctor en ambas facultades.
Establecido en Cataluña, colaboró en la revista La Hormiga de Oro y en el diario carlista El Correo Catalán. Publicó varias novelas y ensayos, traduciendo igualmente obras de autores extranjeros, como las de Alphonse Kannengieser, por lo que recibiría el agradecimiento del papa León XIII por medio del cardenal Rampolla.
En 1890 publicó el libro Recaredo y la Unidad Católica, estudio histórico-crítico sobre la nacionalidad española y la unidad católica impreso en la imprenta de La Hormiga de Oro. Esta obra fue premiada y le proporcionó un gran renombre.
Desde 1895 fue profesor de Derecho, en méritos de concurso, en la Universidad de Oñate, decano en la facultad de Letras y en el bienio de 1896-98 rector de dicha universidad. Enseñó Historia crítica de España y Metafísica, cuyos textos y programas publicó en 1900. Al año siguiente renunció de su cátedra y regresó a la ciudad condal, donde ejerció el cargo de redactor jefe de El Diario Catalán y fundó la Academia Catalana de Estudios Filosóficos, de la que fue nombrado presidente. Más tarde ocuparía el cargo de director de la Academia Universitaria Católica. También fue redactor jefe de la Revista Social, publicación católica mensual de economía social y cuestiones obreras que dirigía Ramón Albó y Martí.
Tradujo y publicó los Cuentos para niños del canónigo Schmid. Posteriormente fue director literario de la Casa Editorial de Juan Gili (renombrada posteriormente Editorial Litúrgica Española), y procuró que los catálogos de dicha editorial católica ostentaran títulos bibliográficos a la altura cultural de los nuevos tiempos, a fin de mejorar la cultura religiosa para una propaganda católica eficaz contra el anticlericalismo. Tradujo y anotó más de cuarenta obras de catequesis, de hagiografías, de historia, de liturgia y de apologética.
Durante unos años residió en Palafrugell y se dedicó a la enseñanza y la propaganda católica, fundando el Centro Católico de aquella localidad, organizando en 1891 una peregrinación al Alto Ampurdán y coadyuvando en la fundación de los centros católicos de La Bisbal, Olot, Figueras y Gerona, en los cuales puso gran entusiasmos y destacó por su oratoria, llegando a ser considerado el jefe indiscutible del movimiento católico social de la provincia de Gerona. En Barcelona Hernández Villaescusa participaría en numerosos actos tradicionalistas y pronunció discursos en solemnidades de letras de carácter cultural.
La producción literaria de Modesto Hernández Villaescusa abarca diversos géneros, aunque destacó especialmente en la novela.
Militante carlista, mantuvo una estrecha amistad con Luis María de Llauder, jefe de la Comunión Tradicionalista en Cataluña, y dedicó su novela La tórtola herida a Don Carlos y su esposa, así como al hijo y al hermano del pretendiente, Don Jaime y Don Alfonso. En 1930 publicó la novela histórica La odisea de un quinto, ambientada en la tercera guerra carlista, en la que junto con la acción novelesca se describen las batallas y los protagonistas de aquella contienda.

## Obras
- Recaredo y la Unidad Católica (1890)
- La cuestión de Marruecos y el conflicto de Melilla (1893)
- Curso de Historia de España (1900)
- Curso de Metafísica (1900)
- La Inmaculada Concepción y las Universidades españolas (1901)
- Las provincias de España (1903)
- La Sábana Santa de Turín (1903)
- Roma y Loreto (1903)
- La revolución de julio en Barcelona (1909)
- Origen y desenvolvimiento de la Filosofía (1913)
- El origen del hombre (1913)
- Luz y esperanza del alma (devocionario litúrgico, 1924)

### Novela
- La tórtola herida (1892)
- Rosa del Valle (1893)
- Jurar en vano (1894)
- Oro oculto (1896)
- La venganza de un ángel (1901)
- La odisea de un Quinto (1930)
- Sábado de Gloria (1933)
- Pan y paz (1934)
- Susana, o ¡La vida eres tú! (1934)

### Teatro
- El gitano Tijeras (1916)